# 等刺虫属
等刺虫属（学名：Isoxys）是一属双瓣壳节肢动物。纲、目和科的地位未定。其属名含义为“相等的光滑表面”，其中文译名则指的是壳瓣前后的基刺。

## 描述

### 壳瓣
该属物种具有大致半圆形的两侧壳瓣，其形态因物种而异。壳瓣的前缘和后缘分别有前后基刺，在某些物种中（如奇异等刺虫 Isoxys paradoxus），这些基刺的长度甚至大于壳瓣主体的长度。
值得一提的是，该属部分成员（如弯喙等刺虫 Isoxys curvirostratus ）的“双瓣壳”实际上是单个的壳瓣沿背中部向躯体左右两侧弯曲形成的假双壳结构。相比之下，耳形等刺虫 Isoxys auritus 则具有真正的双瓣壳。这一差异也表明该属所包含的物种有待进一步讨论。
该属的部分物种标本上保存有微纹饰，如耳形等刺虫 Isoxys auritus 的两种形态分别拥有光滑表面和网状微装饰，而弯喙等刺虫 Isoxys curvirostratus 拥有条纹状微纹饰。

### 软躯体
截止到2023年，已经有10个种（不含未定种）的软躯体被描述。详见下表（基于修改）：
| 种名                             | 产地                   | 保存内容                               |
| -------------------------------- | ---------------------- | -------------------------------------- |
| 弯喙等刺虫 Isoxys curvirostratus | 澄江生物群             | 眼、前附肢、躯干附肢、消化道、躯干分节 |
| 耳形等刺虫 Isoxys auritus        | 澄江生物群             | 眼、前附肢、躯干附肢、消化道、躯干分节 |
| 奇异等刺虫 Isoxys paradoxus      | 澄江生物群             | 躯干分节                               |
| Isoxys communis                  | 鸸鹋湾生物群           | 眼、前附肢、躯干附肢、消化道           |
| Isoxys glaessneri                | 鸸鹋湾生物群           | 眼                                     |
| Isoxys volucris                  | 西里斯帕斯特生物群     | 眼、前附肢、躯干附肢                   |
| Isoxys acutangulus               | 伯吉斯生物群           | 眼、前附肢、躯干附肢、消化道、躯干分节 |
| Isoxys longissimus               | 伯吉斯生物群           | 眼                                     |
| 小型等刺虫 Isoxys minor          | 关山生物群；清江生物群 | 眼、前附肢、躯干附肢                   |
| 山东等刺虫 Isoxys shandongensis  | 临沂生物群             | 眼、躯干附肢、消化道、躯干分节         |

#### 眼
等刺虫的有柄眼是等刺虫最易保存的软躯体部分。根据澄江生物群所产的耳形等刺虫 Isoxys auritus 标本显示，该种的眼包括眼柄、眼角膜和复眼本身。睑叶可能有助于屏蔽来自上方的自然光的影响。
生活在不同深度的耳形等刺虫 Isoxys auritus 个体拥有与其生境亮度相对应的眼部形态。
清江生物群小型等刺虫 Isoxys minor 的眼在个体发育过程中，眼睛的大小几乎保持不变，这可能有利于该种幼体的存活

#### 前附肢
该类群的另一个明显的特征是其着生于眼柄下方口前的单肢形前附肢。目前既有观点认为这对前附肢是中脑附肢，也有观点认为这对前附肢受原脑支配。
前附肢的肢节数量从5-7个不等，在不同的类群中有不同的形态。弯喙等刺虫 Isoxys curvirostratus 和Isoxys acutangulus 的前附肢向上弯曲，肢节附生有多齿状突起和刺的内叶，可以用于捕猎；而耳形等刺虫 Isoxys auritus的附肢呈现触角状，柔弱而多节分叉，可能有感知环境的功能；Isoxys communis 前附肢形态类似于前者，但缺乏齿状突起和刺。

##### 毒腺
在弯喙等刺虫 Isoxys curvirostratus 的标本JS0008前附肢根部保存有1对梨形构造，直径约0.6mm：这可能代表了该种的毒腺。

#### 躯干附肢
等刺虫的躯干具有约十对双肢形附肢。外肢在Isoxys acutangulus、弯喙等刺虫等物种都有保存，而其内肢保存仅见于弯喙等刺虫和耳形等刺虫 Isoxys auritus，二者均附着在基节上。
等刺虫的外肢呈桨状，Isoxys acutangulus和耳形等刺虫 Isoxys auritus 外肢边缘附着有相互分离的丝状刚毛，而弯喙等刺虫则具有扁平的鳃片。
在已有内肢保存的类群中，弯喙等刺虫的内肢为纤细的杆状，不适于步行；耳形等刺虫 Isoxys auritus 的内肢则相对粗壮，有可能用于基底爬行。值得一提的是，弯喙等刺虫的内肢已经出现了一定的分化：前部的四对内肢拥有类似内叶的刺和内钩的端刺，而此后的内肢第十足节则拥有一个精致的多关节结构。
在个体发育的过程中，耳形等刺虫 Isoxys auritus 表现有增节现象，其幼体仅有7对前附肢后附肢，而成体则拥有11对。

#### 消化道
目前消化道的保存已见于该属的数个物种。以Isoxys acutangulus 为例，该种具有一条圆柱形的薄肠道，每一体节的肠道上附着有一对消化腺，共八对。位于肠道中部的消化腺最大，向两侧依次减小。

#### 尾部
部分等刺虫拥有一个伸出瓣壳的尾部。以Isoxys acutangulus 为例，该种的尾部拥有一套类似于奇虾尾扇的扇尾，呈亚三角形，边缘无刚毛，向背侧突出。

## 生态

### 二态性
在耳形等刺虫 Isoxys auritus 和Isoxys volucris 的标本中均有二态性的表现。
以耳形等刺虫 Isoxys auritus 为例，该种包括壳瓣表面带有网纹装饰的形态A与壳瓣表面光滑的形态B，二者主要形态差异如下：
1:形态A腹边缘具明显宽大的内衬或加厚，其宽度约为壳高的10%，且此内衬呈现明显立体保存特征。而形态B腹边缘则不具有此加厚结构或是非常窄
2:形态B壳瓣轮廓接近半圆形，腹边缘圆润，壳高最大处腹边缘向腹面下凸强烈，而形态A的壳瓣更接近半圆形，壳高最大处腹边缘凸度较平缓
3：形态B壳瓣表面常保存有压实褶皱，表明形态B壳瓣可能较形态A薄
4:两类型壳长与高的比值不同
二者的差异被解释为可能对应不同的性别。

### 卵和个体发育
在清江生物群发现了小型等刺虫携卵的标本，这些个体的卵附着在瓣壳上，大约一侧可携带120-150个，占据了壳面的约40%——该种可能可以携带更多的卵，因为携卵个体的瓣壳长度仅约为该种最大标本的一半。
在等刺虫的生长过程中存在异速生长，这包括基刺与躯干之比的变化、壳瓣长高比的变化等。耳形等刺虫 Isoxys auritus 的体节也会随着个体发育而增加。

### 生态位
弯喙等刺虫 Isoxys curvirostratus、Isoxys acutangulus 可能活跃于海底上方甚至开阔水域，而如耳形等刺虫 Isoxys auritus 较为厚重的瓣壳则表明它们更适应于在海底爬行：这表明该属的生态型在当时已经出现分化。
虽然等刺虫的胃容物尚未被描述，但弯喙等刺虫 Isoxys curvirostratus、Isoxys acutangulus 等拥有抓取型前附肢的物种可能是一群小型捕食者，而耳形等刺虫 Isoxys auritus 的触角型前附肢则可能有感知环境之用。

## 分类学
等刺虫被认为是上干群节肢动物之一，躯干附肢、前附肢均已节肢化，而躯干尚未节化。它与苏鲁斯虾共同列为等刺虫科的成员。历史上曾根据其瓣壳形态提出提出等刺虫与吐卓虫的密切关系，但 2022 年描述的吐卓虫保存完好的软组织表明它们仅仅是形态上趋同。
等刺虫属下属物种形态域宽泛，将这些物种置于属这一单元之下可能并不合理。

### 下属物种
本属包括以下物种：
- 耳形等刺虫 Isoxys auritus (Jiang, 1982)
- Isoxys chilhoweanus Walcott, 1890
- Isoxys acutangulus Walcott, 1908
- Isoxys communis Glaessner, 1979
- 弯喙等刺虫 Isoxys curvirostratus Vannier & Chen, 2000
- 奇异等刺虫 Isoxys paradoxus Hou, 1987
- Isoxys zhurensis Ivantsov, 1990
- Isoxys glaessneri García−Bellido, Paterson, Edgecombe, Jago, Gehling & Lee, 2009
- 官渡等刺虫 Isoxys guanduensis Wang et al., 2012
- 小型等刺虫 Isoxys minor Luo et al., 2008
- 武定等刺虫 Isoxys wudingensis Luo & Hu, 2006
- Isoxys globulus Liu et al., 2018
- 剑河等刺虫 Isoxys jianheensis Liu et al., 2018
- Isoxys mackenziensis Kimmig & Pratt, 2015
- Isoxys longissimus Simonetta & Delle Cave, 1975
- Isoxys carbonelli Richter & Richter, 1927
- 山东等刺虫 Isoxys shandongensis Wang and Huang, 2010
- 瘤等刺虫 Isoxys granulus Yuan，Peng et Zhao, 2011
- ？Isoxys volucris Williams, Siveter & Peel, 1996[19]
- 双刺木舟虫[19] Isoxys bispinatus Cui, 1991